# Slovenska popevka 1965
Slovenska popevka 1965 je potekala 8. junija zvečer. Festival je tega leta prinesel kar nekaj novosti: prireditev je prvič trajala le en večer, prizorišče prireditve je bila prvič ljubljanska Hala Tivoli in prvič so vse pesmi zapeli le v eni izvedbi z enim orkestrom (vse pevce je spremljal Zabavni orkester RTV Slovenija pod vodstvom Maria Rijavca). Neposredni televizijski in radijski prenos sta zaradi žalovanja odpadla in bila prestavljena na 14. junij. Prireditev je vodila Sergeja Kure.

## Nastopajoči
| #   | Izvajalec      | Naslov pesmi            | Avtor glasbe   | Avtor besedila     | Avtor aranžmaja |
| --- | -------------- | ----------------------- | -------------- | ------------------ | --------------- |
| 1.  | Stane Mancini  | Beseda Ljubljana        | Janko Slimšek  | Gregor Strniša     | Mario Rijavec   |
| 2.  | Marjana Deržaj | Med teboj in menoj      | Jože Privšek   | Elza Budau         | Jože Privšek    |
| 3.  | Rafko Irgolič  | Zdaj, ko mrak prihaja   | Pavel Mihelčič | Borut Finžgar      | Mario Rijavec   |
| 4.  | Irena Kohont   | Šel si mimo             | Jure Robežnik  | Elza Budau         | Jure Robežnik   |
| 5.  | Elda Viler     | Sama kot prej           | Tine Jelen     | Milan Lindič       | Mario Rijavec   |
| 6.  | Majda Sepe     | Začarani trikotnik      | Mojmir Sepe    | Elza Budau         | Mojmir Sepe     |
| 7.  | Beti Jurković  | Nisi kriv               | Jože Privšek   | Gregor Strniša     | Jože Privšek    |
| 8.  | Berta Ambrož   | Mali vragec v očeh      | Jure Robežnik  | Gregor Strniša     | Jure Robežnik   |
| 9.  | Nino Robič     | Deževno popoldne        | Ati Soss       | Elza Budau         | Ati Soss        |
| 10. | Jožica Svete   | Preprosta pesem         | Dušan Porenta  | Svetlana Makarovič | Jože Privšek    |
| 11. | Lado Leskovar  | Marec                   | Boris Kovačič  | Gregor Strniša     | Mario Rijavec   |
| 12. | Lidija Kodrič  | Kar z drugo pleši twist | Milan Cilenšek | Marička Cilenšek   | Mario Rijavec   |
| 13. | Rafko Irgolič  | Gozdna vila             | Jože Privšek   | Gregor Strniša     | Jože Privšek    |
| 14. | Beti Jurković  | Tvoje majhne laži       | Mojmir Sepe    | Elza Budau         | Mojmir Sepe     |
| 15. | Nino Robič     | Nežnost noči            | Jure Robežnik  | Svetlana Makarovič | Jure Robežnik   |
| 16. | Marjana Deržaj | V Ljubljano             | Ati Soss       | Svetlana Makarovič | Ati Soss        |
| 17. | Lado Leskovar  | Nebo                    | Jože Privšek   | Gregor Strniša     | Jože Privšek    |
| 18. | Matija Cerar   | Ponočnjak               | Franc Podjed   | Franc Podjed       | Ati Soss        |
| 19. | Elda Viler     | Deček s piščalko        | Jure Robežnik  | Gregor Strniša     | Jure Robežnik   |
| 20. | Majda Sepe     | Mesečnik Anton          | Dušan Porenta  | Gregor Strniša     | Mojmir Sepe     |
| 21. | Marjana Deržaj | Utrinek                 | Mojmir Sepe    | Gregor Strniša     | Mojmir Sepe     |
| 22. | Berta Ambrož   | Luči Ljubljane          | Jože Privšek   | Svetlana Makarovič | Jože Privšek    |

## Seznam nagrajencev
Nagrade občinstva
- 1. nagrada: Šel si mimo Jureta Robežnika (glasba) in Elze Budau (besedilo) v izvedbi Irene Kohont
- 2. nagrada: Utrinek Mojmirja Sepeta (glasba) in Gregorja Strniše (besedilo) v izvedbi Marjane Deržaj
- 3. nagrada: Luči Ljubljane Jožeta Privška (glasba) in Svetlane Makarovič (besedilo) v izvedbi Berte Ambrož

Nagrada za besedilo
- Svetlana Makarovič za pesem Preprosta pesem

Nagrada za pesem o Ljubljani
- V Ljubljano Atija Sossa (glasba) in Svetlane Makarovič (besedilo) v izvedbi Marjane Deržaj